# 조안 에드워즈

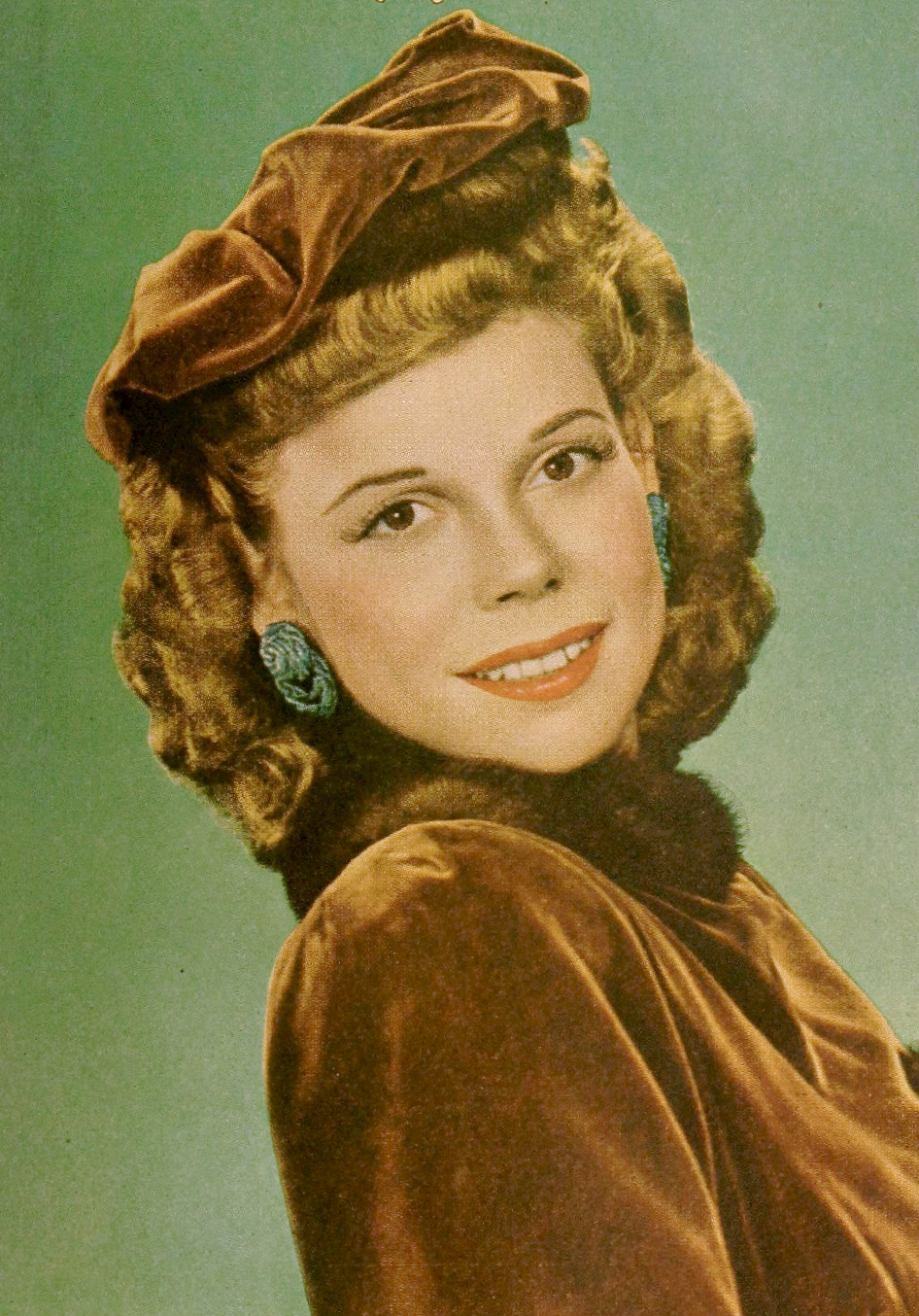

조안 에드워즈(Joan Edwards, 1919년 2월 13일 ~ 1981년 8월 27일)는 미국의 배우, 라디오 DJ, 작곡가 겸 작사가, 영화배우이다.
뉴욕에서 태어났다.

## 영화
- 퍼펙트 (1985년)
- 여호 (1950년)